# Radio Caracas Televisión
Radio Caracas Televisión Internacional (RCTV Internacional) est une chaîne de télévision généraliste privée vénézuélienne créée en 1953 par William Henry Phelps Jr. Le gouvernement vénézuélien a refusé de renouveler sa licence le 28 mai 2007, prétextant sa participation au coup d'État d'avril 2002, qui ne justifiait plus d'aides de la part des services publics. Elle émet à nouveau depuis le 16 juillet 2007, mais uniquement sur le câble et le satellite.

## Histoire
La chaîne de télévision RCTV voit le jour en 1953 alors que Marcos Pérez Jiménez était au pouvoir. Elle appartient au groupe One Broadcasting Caracas.
Le 28 mai 1987 le gouvernement vénézuélien du président Jaime Lusinchi promulgue un nouveau règlement au sujet de l'obtention des concessions hertziennes pour les télévisions et radios nationales. Des concessions pour l’exploitation des fréquences de radio et de télévision sont alors délivrées pour une période de 20 ans. La concession attribuée à la chaîne RCTV par l’État devait donc être renouvelée ou prendre fin le 28 mai 2007.
La chaîne cessa d'émettre sur les ondes hertziennes le 28 mai 2007. La chaîne publique Televisora Venezolana Social a aussitôt pris le relais sur le canal hertzien de RCTV.
Juste avant le non-renouvellement de sa concession hertzienne, le taux d’audience de RCTV représentait 30 % des téléspectateurs vénézuéliens. RCTV était en effet la chaîne la plus populaire du Venezuela, particulièrement appréciée des couches les plus défavorisées de la population vénézuélienne qui ne peuvent avoir accès aux chaînes sur le câble et le satellite.

### Relation avec Hugo Chávez
Parmi les motifs du non-renouvellement de la concession, figure en première place la participation de RCTV au coup d'État d’avril 2002. En 2015, La Cour interaméricaine des droits de l'Homme a ordonné à l'Etat vénézuélien de rendre à la chaîne de télévision Radio Caracas TV (RCTV) la fréquence qui lui a été retirée en mai 2007, considérant que cette initiative avait violé la liberté d'expression. https://www.challenges.fr/media/une-cour-internationale-ordonne-au-venezuela-de-retablir-la-frequence-de-la-chaine-rctv_66811
Contrairement aux autres chaînes privées pro-gouvernement  Venevisión et Televen, RCTV, n'a pas vu sa concession hertzienne renouvelée.
RCTV a donc cessé d'émettre sur le réseau hertzien le 28 mai 2007 mais continue à être diffusée sur le câble et le satellite jusqu’en 2010 quand l’État vénézuélien obligera les compagnies de câble et satélite à exclure RCTV de sa grille de programmation.

## Anecdotes
C'est la première chaîne de télévision ayant diffusé une telenovela au Venezuela.

## Slogans
RCTV a changé de slogans à différentes reprises durant son histoire. En voici quelques-uns :
- 1963-1981 : No hay dos como el 2
- 1982-1983 : RCTV La Número 1
- 1984-1987 : En RCTV hay más estrellas que en el cielo
- 1988-1989 : Inseparables | Supremacía total
- 1990-1991 : Porque para nosotros el número uno es usted | El canal del 90 | El canal que se siente más
- 1991-1992 : La Televisión Por siempre Radio Caracas
- 1992-1993 : La Televisión... orgullosos de lo nuestro
- 1993-1994 : Siga con Radio Caracas... La Televisión | Usted siente la diferencia
- 1994-1995 : La Televisión, Radio Caracas
- 1995-1996 : Somos la televisión... como debe ser
- 1996-1998 : Somos su mejor elección
- 1997 : La televisión que usted quiere
- 1998 : Donde tú te ves
- 1999 : Alegría y Optimismo... RCTV
- 2000: Puro corazón que se ve | Somos lo que tu quieres ver
- 2003 : Te siente, te ve | 50 Resteados
- 2004 : Como te dé la gana | Así es como es | Pa' 'lante es pa' allá
- 2006 : Tenemos con que | 53 Aniversario
- 2007 : Un amigo es para siempre
- 2007 : Alto pana, 'ta contigo
- 2008 : Donde nos pongan, la pegamos | 1 Con Todo
- 2009 : R.C.T.V
- 2010 : RCTV: marca el paso